# دامیان اشتاینرت
دامیان اشتاینرت (انگلیسی: Damián Steinert؛ زادهٔ ۲۵ فوریهٔ ۱۹۸۶) بازیکن فوتبال اهل آرژانتین است.
از باشگاه‌هایی که در آن بازی کرده‌است می‌توان به باشگاه فوتبال نیولز اولد بویز، باشگاه فوتبال بورسااسپور، و باشگاه فوتبال راسینگ کلوب آویاندا اشاره کرد.